# おキツネさまでChu♥
『おキツネさまでChu♥』（おきつねさまでチュ）は、速野悠二による漫画作品。秋田書店の雑誌『チャンピオンRED』で2003年6月号から2006年7月号まで連載された。全30話、単行本は全4巻。

## あらすじ
主人公・門司七五三太（もじ しめた）は、勉強・運動・容姿・人望すべてがダメダメな少年。しかもスケベ。でも、学園のアイドル・石川優子が大好き。何とか優子と両想いになりたいと、近くの神社で神頼み。すると、驚いたことに、神の使いという小さな狐娘・サキが出現、悪霊になっている動物の魂を集めることと引き換えに願いをかなえると言う。
ちょうど、優子がその悪霊の1つに憑かれていることもあり、七五三太はサキと合体（変身ならぬ“変態”）。つい女の子のことを考えていたため、巨乳美人の姿になってしまう。
優子をはじめ、次々と悪霊に憑かれる周囲の女の子たちを助けるべく、そして優子と両想いになるという願いをかなえるべく、七五三太は神通力美女「倉稲御魂神（うがのみたまのかみ）が使役・よーこ」となり、悪霊退治に精を出すこととなるのであった。

## 登場人物
登場人物の名字は静岡市清水区及び近隣地域の地名である事が多い。

### メインキャラ
門司 七五三太（もじ しめた）
主人公。高校1年生。とにかく「いいところが全然ない」という、情けない少年。大きな眼鏡をかけている。
学校のアイドル・石川優子に片想いをしているが、そのままでは恋愛成就は絶対に無理なので、神社で神頼みをした。
神社でサキに出逢い、恋愛成就のため悪霊退治に手を貸すことにする。サキと額をぶつけて合体することで、神通力を持つ巨乳美女「よーこ」に変態（変身ではない）する。
悪霊を封印すると、おサキが分離して元の姿に戻るが、その時はたいてい全裸で、自宅までストリーキング状態となる。
なぜか、変態が解けた時に、優子にその姿（本人が全裸だったり、周囲に半裸～全裸の少女たちがいたり）を見られることが多い。
玉ねぎが嫌い。
13話目にして、なかなか願いが叶わないのでサキを疑い、そこへココが現れて、れいこに変態することになったりした。
よーこ
七五三太がサキと合体・変態した姿。巨乳美女で、金色のロングヘアー。金色の狐耳がある。瞳は青。
衣装はビキニやショートパンツなど、胸と腰回りだけのものが多い。ただ、戦闘の間にたいてい全裸にさせられてしまう。
首に、悪霊封印用の緑色の玉をつないだ数珠をかけている。
身体の制御や意識は七五三太のものが主で、サキは意識のみとなる（脳内で七五三太と会話が可能）。
悪霊を封印するには、憑かれた少女のお尻に出る「穢霊斑」（けがれはん）に向けて「生魂・足魂・玉留魂」（いくたま・たるたま・たまとめたま）と唱えつつ神伊吹（かむいぶき）を吹きかけると悪霊が尻尾を出すので、それを掴んで引っ張り出した上、封印用の玉をかざしつつ「荒ぶる御魂よ、鎮まりて帰らせたまえと、所聞食せ（きこしめせ）と、畏み畏み白す（かしこみかしこみまもす）」と唱える。
耳が弱点。耳を掴まれると、力が抜けてしまう。
封印が終わると、サキが神へ報告へ行くため、変態が解ける。この時、よーことして全裸だと、戻った七五三太も全裸のままになる。
れいこ
七五三太がココと合体した姿。よーこと同様の巨乳美女で、緑色のロングヘアー。緑色の狐耳がある。瞳はココと同じ深紅。
衣装はフリフリの多いメイド風。よーこと同じく、首に悪霊封印用の緑色の玉をつないだ数珠をかけている。
身体の制御や意識はよーこと逆でココのものが主で、七五三太は意識のみとなる（脳内でココと会話が可能）。ただし、このように神の使いが合体した人間の身体を支配することは禁止されている。

サキ
倉稲御魂神（うがのみたまのかみ）の使いで正体は子狐。ある程度の霊力のある人にしか見えない。
小さな狐娘の姿をしている。尻尾が2本ある。金色のショートヘアー。ふだんは線目で、めったに瞳を見せない。
神の使いとしては、玉（ぎょく）を守護している。この玉は、悪霊の封印にも使われる。
舌足らずのようで、語尾の「- す」が「- ちゅ」、「- した」が「- ちた」といった赤ちゃん言葉でしゃべる。
ココという妹がいる。実は、悪霊たちはこのココが誤って逃がしてしまったもので、姉のサキが尻ぬぐいをしている状態。
七五三太には「おサキさん」と呼ばれている。
犬が大嫌い。
夜は、七五三太の部屋の押し入れの中で寝ているらしい。
ココ
倉稲御魂神の使いでサキの妹。サキと同じく、小さな狐娘の姿をしている。サキとは違い、目は大きい。瞳は深紅。
神の使いとしては、鍵を守護している。
語尾に「のん」をつけてしゃべる癖がある。
実は誤って悪霊たちを逃がしてしまった張本人。その罰として、神様の元で修行を続けている。
汚名返上のため（実は由紀乃にけしかけられた）、サキに悪霊封印勝負を挑み、七五三太と合体して「れいこ」となる。
結局、悪霊の封印には失敗。神から雷撃を受け、罰の修行を続けることに。
石川 優子（いしかわ ゆうこ）
七五三太のクラスメイトの少女。高校1年生。緑色のロングヘアー。瞳は金色。胸はやや控えめ。
下着の趣味は地味。しまぱんやチェック柄などで、フリルやレースなどのないシンプルなものが好み。
とても可愛く、優しい。学校のアイドル的存在で、七五三太とはどう見ても釣り合わない。
実は、七五三太とは加奈江ともども幼稚園以来の幼馴染。
ホルスタイン（♀）の悪霊に憑かれ、胸がありえないほど大きくなった。
ガラの悪い男たちにナンパされそうになり、よーこ（の姿の七五三太）に助けてもらった。それ以来、よーこを「お姉様」と慕うようになる。
憑いていたホルスタインの悪霊は、七五三太が最初に封印した悪霊となった。
その魂には、森羅万象の母・大神居志須比売命（おおがみいしすひめのみこと）が眠っていて、悪霊を含めたあらゆる魂を魅了し引き寄せる力がある。
よーこに迷惑をかけているものと思い、自分も力が欲しいと願ったが、それをイクに悪用され、クイーンポメラに変身する身体にさせられてしまう。
身体が元に戻ってからは、ココを相棒として、七五三太と同じく「変態」して悪霊封じをすることとなる。
クイーンポメラ
イクが優子を騙し、大神居志須比売命の魂を復活させ（た上、大山咋神（おおやまくいのかみ）の妃とす）るために優子に神力を与えた結果、変身した姿。自称「大山咋神の使徒」。
サキやココとは違い、イクと合体するのではない。
優しく可愛い優子とはまったく逆の、荒々しく野性的な性格。目つきも悪人そのもの。口調も下品な男のものになる。
赤っぽいレザー・ボンデージ風の「女王様」系の衣装。ムチを持っている。犬（ポメラニアンか?）の耳と尻尾がある。
倉稲御魂神の使い（サキ）が近くにいると、優子の姿・意識のままで、股間に「椿宝」が生える。これは、神霊を集めて固めた「聖力の霊根」である。物質ではないので、鋏で切ったりすることはできない。
さらに、よーこが近くにいると、神力に目覚めてクイーンポメラに変身する。
変身と椿宝を維持するための聖力には限界があり、それが切れると椿宝が消えるとともに、変身が解けて優子に戻る。この聖力は変身ごとに増え、最後にはよーこの存在とは関係なく、また長時間変身できるようになる。
優子に戻った後、変身中の記憶もあるが、優子自身にはどうしようもできない。
大神居志須比売命が完全に復活すると、優子の人格は消滅してしまうらしい。

イク
大山咋神の使い。身体のサイズはサキやココと同じぐらい。犬の耳と尻尾がついている。黒髪のおかっぱ。巫女服と、平安貴族のような烏帽子をかぶり、手に扇子を持っている。口調は「おじゃる」調。
優子の中に眠る大神居志須比売命の魂を復活させ、大山咋神の妃にしようとする。
悪霊をすべて集めた。また、校舎を神社に作り直すという暴挙をした。
人間は、神への贄と思っている。
サキによると、昔から詰めが甘いらしい。

### サブキャラ
巴 由紀乃（ともえ ゆきの）
金持ちで天才の美女。科学者でもあり、神や霊の存在を計算で証明、世界支配を目論む。自称「この世界をそのうち支配する者」。
赤朱色のロングヘアー。瞳は緑色。
よーこを生け捕り、様々な検査をした。「スーパー悪霊サイクロン」で、その力を吸い取ろうとしたが失敗し爆発、すでにスーパー悪霊サイクロンの中にいたムラサキダコの悪霊に憑かれるが、よーこに助けられる。
世界征服のため、強大な神力を秘めている優子を自分のものにしようとする。そのため、まず七五三太たちが通う学校の校長として赴任する。美形で優しい姿を見せ、生徒たちの人気をさらった。
クイーンポメラに椿宝を挿入され、下僕となってしまう。
桜橋 ヒメコ（さくらばし ヒメコ）
物語後半から登場する美少女。ライトブルーのセミロングヘアーで、もみあげ部分は縦ロール。普段着はピンク調のメイド服とルーズソックス。
正体は、由紀乃が作ったメイドロボット。心を持った完璧なアンドロイドである。右手はワイヤーつきロケットパンチになっている。
初登場では、由紀乃が発明・製作した「スーパー悪霊サイクロン」という掃除機形の悪霊回収機を持ち、ムラサキダコの悪霊を吸い取って持ち去った。
背中に日本刀を隠し持っている。
かわいらしい外見とは裏腹に実力があり、よーこを生け捕って由紀乃の研究所に連れ帰ったほど。
製作者で主人の由紀乃を「マスター」と呼ぶ。つい出しゃばり過ぎて由紀乃の激しいおしおきを食らうことが多いが、それを喜んでいるフシもある。ややMの気がある?
実によくできたアンドロイドのため、人間でもないのにグリズリー（実はクマのぬいぐるみ（?））の悪霊に憑かれる。
身体の構造も実によくできていて、感触は人間の少女と同じ柔らかさで、ちゃんと「女性機能」もついている（しかも充実満載らしい）。
少々思いこみの激しいところがあり、偶然ぶつかった七五三太が「自分にホレた」と思い込んだ上、七五三太（＝よーこ）に対するセンサー反応を勘違いして自分が七五三太のことを好きになってしまったと思い込んでしまう。七五三太のために、9段重の弁当を作って持参したこともある。
七五三太や優子のクラスに転入する。
ムリヤリ七五三太に迫った時、コンクリート片で殴られて破損。修復時に七五三太の記憶を消去されたが、デンキナマズの悪霊に憑かれた女生徒がプールに流した電流のショックで再び破損、バックアップデータにより修復されたため七五三太の記憶を取り戻す。
由紀乃がクイーンポメラの下僕となり追い出されてからは、七五三太の家に転がり込んでいた。
自称は「ボク」。よーこの正体を知る前は、よーこを「キツネ女」と呼んでいた。
犬神 明菜（いぬがみ あきな）
七五三太や優子のクラスに転入して来た少女。青みを帯びた銀色のロングヘアー。頭頂部に触角のような2束のアホ毛がある。瞳は青で、ツリ目。
サキの姿が見える。また、優子が大神居志須比売命の魂を持っていることも知っている。
頼りない七五三太に代わって優子を守ろうとしてやって来た。
正体は、犬神一族という人狼。そのため、他人と群れたりつるんだりするのが嫌い。
裏切り者のるらんを捕まえて村に連行。優子も連れ帰ろうとしたが、一度には無理なので、しばらくは七五三太に優子を守るよう言いつけて村に帰る。
優子がクイーンポメラになった時に異変を感じ、るらんと共に駆けつけた。
るらん
人狼。癖の強い、青みを帯びた銀色のショートヘアー。同色の獣耳と尻尾があり、手足はライトパープルの動物風で、鋭い爪がある。
よーこが、クラスメイトの少女に憑いたテッポウウオの悪霊を封印しようとした時、それを横取りした。
明菜と同じ犬神一族に連なる者だが、一族を裏切って由紀乃につき、悪霊を集めていた。最後は明菜に捕まり、犬神の村に連行されて裁きを受けることになった。
明菜ほどの力がないのか、完全な人間形で描かれることがなかった。
柏尾 あんり（かしお あんり）
修行中のシスター。黒いロングヘアー。瞳も黒。
自室はオカルト風で、怪しげな祭壇があり、壁際には等身大の骸骨が吊るされ、棺桶が立て掛けられていたりする。ベッドは天蓋とレースカーテンつき。窓には遮光カーテンが下げられている。
幼少時から霊や悪魔が見える体質で、サキの姿も見える。サキを、七五三太に取り憑いた「悪魔」と思い込んでいた。
いつもニコニコしているが、その笑顔の裏ではかなり邪悪なことを考えていたりする。
優子たちとは制服が違うので、別の学校に通っているものと思われる。
羊の悪霊に憑かれ、七五三太の心臓に木杭を打ち込もうとしたり、十字架に磔にしようとしたりした。本人の霊力が強いので、背後に巨大な羊の姿が実体化して見える。この羊は怪力で、外に逃げたよーこを追い、街を一部破壊した。暴走するあんりを静めるために、よーこが神に扮装してあんりに祝福を与えたため、この後、あんりは七五三太を慕うようになる。
以後、よーこの正体が七五三太である事を唯一知る者として、悪霊封印を手伝うようになる。
再登場した時は、妖怪を下僕として使うことができるようになっていた。
七五三太を巡っては、ヒメコとは「竜虎」が背景に出るほどのライバル関係。マラソン大会で、七五三太を賭けた勝負をしたほど。
速野（すみの）
七五三太や優子のクラス担任。男性。短髪の中年男。眉が太い。
途中、急病のため一時的に担任をカトリーヌに代わってもらう。

### ゲストキャラ
やまきり はなこ
ランジェリーショップ「フラワーズ」店長。
栗色のショートヘアー。おでこが少し広い。
蚕の悪霊に憑かれ、口から吐く絹糸で一瞬にして客に合ったランジェリーを作ることができる力を手に入れた。
はなこが作ったランジェリーを着けた女性は、はなこに支配されてしまう。これによりすべての女性を支配し、世界を征服するという野望を持っている。
本編では名前が出なかった（単行本のキャラクターイラストページで、ローマ字でのみ名前が明かされた）。
春山 かりん（はるやま かりん）
高校2年生の少女で、七五三太や優子より1つ年上だが、身体は小学生並み。
金色のロングヘアー。赤いリボンでカチューシャ風にまとめている。
幼児体形のためマニアックな人々に人気があり、それが悩み。年相応以上の身体に成長したいと願っている。
シロナガスクジラの悪霊に憑かれ、大食漢になった上、幼児体形のまま身体全体が巨大化してしまった。長い髪を操って食料を集める。
元に戻ってからは、よーこの姿を真似して猫耳と猫しっぽをつけて「これでセクシーな女になった」と思っていたら、よけいにマニアックな人々の人気を増やしただけであった。
押切 加奈江（おしきり かなえ）
七五三太や優子のクラスメイトの少女。2人とは幼稚園以来の幼馴染でもある。
燃えるような真紅の、癖の強いショートヘア。胸はかなり大きい。
活発で、かなりがさつな性格。挨拶代わりに、いきなり七五三太に回し蹴りを食らわしたりする。幼い頃は、毎日のように七五三太をいじめていた。
ガラパゴスゾウガメの悪霊に憑かれ、動きがスローになった上、意欲も半減。さらに、自縛癖（特に亀甲縛り）がついてしまった。
高橋 琴音（たかはし ことね）
七五三太や優子のクラスメイトの少女。犬が大好き。
ライトパープルのショートヘアー。高校1年生にしては、かなりの巨乳。
猿の悪霊に憑かれ、家族同然の犬たちをいじめていた。
カトリーヌ東天王（カトリーヌ ひがしてんのう）
家庭科と英語の教師。薄い金色のロングヘアー。巨乳の美人。
クラゲの悪霊に憑かれ、裸にスケスケのエプロンで調理実習をした。
料理や英語を始め、何事も「LOVE」が重要らしい。
両手で同時に鍋とフライパンを操るのはもちろん、胸に包丁を挟んで食材を刻み、お尻で生地をこねるという4つの動作を同時に行うことができる。
本人以外も操ることができ、3人の女生徒を操っていた。
なりゆきで、よーこ・優子・加奈江・琴音の4人と、カトリーヌたち4人のクッキングバトルをすることになった。レフェリーはかりん。よーこチームは全員料理が全然ダメで、勝負はカトリーヌチームの圧勝のはずが、ドタバタしている間にガスが漏れ、爆発したところで悪霊が封印され、騒動は何とか収まった。
もともと、露出症の気があった。英語の授業では、身体中にその部位を示す英単語を書いたシールを貼り「分かった人から剥がす」という、とんでもない授業をする。
宮加三 春菜（みやかみ はるな）
七五三太や優子のクラスメイトの少女。朱茶色のロングヘアー。ボリュームがあるが、それを後ろで1本の大きな三つ編みにしている。瞳は深紅。
イタズラが大好きで、プールでは七五三太を背後から蹴ってプールに落としたり、優子のスクール水着の股部分を開けて七五三太に見せたりした。
ウナギの悪霊に憑かれ、女子更衣室で身体から粘液が出て、全員がローションプレイのような状況になった。
レズっ気があり、特に優子が好きで、ラブレターを渡したことがある。優子を巡って七五三太のことをライバル視して嫌っている。
岡 真琴（おか まこと）
七五三太が悪霊退治のためにあんりに連れられて行った海水浴場で出逢った少女。恋に恋する16歳。金色のロングヘアーを、独特なツインテールにしている（左右のテールが大小2束ずつになっていて、全部で4本の髪束になっている）。
太っていて、見た目で判断されることを嫌っていた。七五三太が穢霊斑を確認しようとして誤って水着をずらしたのを「ナンパされた」と勘違いした。
怪力で、「食べて、動いて、食べて、動いて」を繰り返す。
トラフグ（?）の悪霊に憑かれ、大食らいになっていた。怒ると指から怪光線を発し、それに当たった人は胴体が風船のように丸く膨れてしまう。
太った身体も霊障のせいで、悪霊を封印されたらスマートな体形になった。しかし、性格も「男は見た目」になってしまった。
小芝 翔（こしば しょう）
サキが仕える神を祀る神社のお祭りで、七五三太たちが出逢う少女。学年は不明だが、七五三太たちと同じ学校の生徒。
深紅のロングヘアー。目つきが鋭い、クールビューティー系の美人だが、本人は「可愛い」のが好き。だが、学校では女子にばかり迫られ、街では男と間違えられるのが悩み。
「可愛くなる」ために、可愛い女の子の血を吸う。頸動脈に2つの傷が残るので、吸血コウモリの悪霊が憑いているかと思いきや、実は蚊の悪霊であった。
血を吸った女の子は、なぜか木から逆さ吊りにして放置する。
浴衣を翼代わりにして空を飛べる。
悪霊を封印された後、よーこに「堂々と好きな恰好をすればいい」と言われ、ウサギのコスプレをして学校に現れて周囲を驚かせた。
両河内 未来（りょうごうち みく）
七五三太たちと同じ学校の女子生徒。プロレス研究部の部長。
ブラウンのセミロングヘアー。胸はかなり大きめ（よーこよりは小さい）。
極度のアガリ性で、そんな自分を変えたくて「たくさんの観客の前で堂々としている」プロレスラーに憧れ、プロレス研究部を立ち上げた。しかし、部員が誰も入ってくれなかった。
実は相当な実力があり、柔道部・剣道部・空手部の全員を軽く倒してしまった。よーこも、最初は瞬殺されたほど。
ライオンの悪霊に憑かれ、全校生徒を倒して学校の支配者になろうとした。封印の際に全校生徒に全裸で大股開きの姿を披露することになり、それ以後はアガリ性も治った上、部員も大幅に増えた。
大内 勇美（おおうち いさみ）
七五三太たちと同じ学校の女子生徒。特別風紀委員会“新選組”の局長。
やや癖のある黒いロングヘアーを、浪人武士風のポニーテールにしている。瞳は緑色。女生徒の平均より頭一つ大きい高身長で、クールビューティー系の美少女。口調は武士風。新撰組風の羽織をまとい、日本刀を携行する。
これまでによーこが起こしたハレンチな事件を問題視していて、見つけ次第徹底的に排除しようと考えている。
誰も自分のことを好いてくれないと思い込み、自らを守るために誰よりも強く厳しいという“鎧”を持とうとしていたが、そこを悪霊につけ込まれた。
憑いていた悪霊は、オオヨロイトカゲのものだった。悪霊を封印されてからは、穏和な性格になった。
辻 綾乃（つじ あやの）
七五三太や優子のクラスメイトの少女。ブラウンのショートヘアー。胸がかなり薄く、本人もそれがコンプレックスになっている。
ゾウリムシの悪霊に憑かれ、刺激を与えると分裂するようになった。最大、数十人にも分裂したが、悪霊を封印されると同時に本人以外はすべて消滅した。
富士宮 藤緒（ふじのみや ふじお）
七五三太たちと同じ学校の3年生。ライトパープルのショートヘア。成績優秀、容姿端麗、スポーツ万能で、女子生徒による親衛隊もあるほど。
一見、スマートな男子に見えるが、実は女子。巨乳だが、それを隠していた（その方法は不明）。
自分が女性の身体であることを嫌っている。夢は、美少女に囲まれた「ハーレム」を作ること。
シロウオの悪霊に憑かれた。その結果、自分を含めた周囲の女生徒の服・下着が透け、ついにはその姿までもが透明になってしまった。
安倍川院 貞子（あべかわいん さだこ）
尼寺「弾根寺」の尼僧。剃髪はしておらず、金色のショートヘアー。かなりの巨乳美女。瞳は赤。
眉間にホクロが1つある。また、タレ目。
優しく穏和に見えるが、実はけっこう酷いことを素で笑いながらできるタイプ。
煩悩が強い七五三太に、修行をすすめた。
どこからともなく、巨大な鋏を取り出して「修行ができなければ、煩悩の元を“斬って”しまいましょう」と七五三太を脅した（あくまでも穏和な笑顔で）。
ミヤマカマキリの悪霊に憑かれ、両手に巨大な鋏を持ち、よーこと了子に襲いかかった。「鋏には石」という機転を利かせたよーこにより、悪霊は封印された。
安倍川院 了子（あべかわいん りょうこ）
尼寺「弾根寺」の尼僧。貞子の双子の妹。姉と同じく、金色のショートヘアーで巨乳美女。瞳も赤。
眉間のホクロが2つあるのと、ツリ目なのが姉との違い。
性格は少々過激で、水を求めて寺に入ろうとした七五三太にいきなり長刀を突きつけたりした。
なぜか、七五三太と同じ修行をさせられた。しかもその内容は、修行というより拷問に近いものがほとんど。
入江岡 久美子（いりえおか くみこ）
七五三太たちと同じ学校の女子生徒。
癖の強いライムグリーンのショートヘアーに、赤い瞳。マラソンが人生のすべてと言い切るほどのランナー。
チーターの悪霊に憑かれていた。
飯田 絵真（いいだ えま）
ある日突然、七五三太の家にやって来たメイド。栗色のロングヘアーに栗色の瞳。タレ目で、眼鏡をかけている。七五三太を自分の主人と呼び、ダメな主人を立派に育てるのがメイドの本懐と考えている。
タカサゴシロアリの悪霊に憑かれ、優子を七五三太の元へと誘拐すべく、特殊な粘液を吐きかけた。また、三節棍のようなホウキや、ブラシ手裏剣、服も溶かす超強力洗剤ほか、日本刀・ライフル・虎バサミ形のワナなど「ご主人を守るために必要なもの」を常に持ち歩いていた。
実は飯田財閥の令嬢というお嬢様で、七五三太のところへメイドに来たのも、下々の者をからかって遊ぶという道楽（とコスプレ）であった。
ちなみに森薫の漫画『エマ』の主人公・エマのパロディキャラ。
矢倉 藍（やぐら あい）
県警の女性警官。金色のロングヘアーを後ろで1束にまとめている。瞳は赤。
女子寮住まいで、下着泥棒の被害に遭い、下着をすべて盗まれてしまった。
下着泥棒の似顔絵が、たまたま七五三太にそっくりで、タイミング悪くも転がり込んで来ていたヒメコの下着を買いに行った帰りの七五三太と鉢合わせ、下着泥棒と思い込んで捕まえた。
セアカゴケグモの悪霊に憑かれ、クモの巣状のワナでよーこを捕らえようとした。
クールで真面目な警官だが、下着の趣味は幼く、魔法少女アニメのキャラクターがプリントされたパンツを愛用している。
 ???（本名不明）
七五三太たちと同じ学校の女子生徒。ウェーブのかかったロングヘアーで、顔色が悪く暗い雰囲気の少女。
ヒメイソギンチャクの悪霊に憑かれる。髪を触手のように操り、優子とヒメコを捕らえた。封印するために近づこうとするよーこを、優子を盾にして妨害した。女の子だらけのハーレムを作るのが目的らしい。ヒメコが触手を使って亀甲縛りにして動きを止め、よーこが悪霊を封印した。
 ???（本名不明）
七五三太や優子のクラスメイトの少女。ピンクのロングヘアー。
水泳が嫌いらしく、デンキナマズの悪霊に憑かれて、もみあげの髪束からプールに高圧電流を流した。その結果、他の生徒たちの水着の分子結合が破壊され、水着を粉砕させた上、感電させた。
 ???（本名不明）
青いショートヘアーに緑色の瞳。サカサクラゲの悪霊に憑かれていた。
悪霊のせいで、常に倒立した状態で登場。いったん逃げたものの、優子とデートで雨に遭い、ラブホテルに入ったよーこの前に再登場。優子とのキスの寸前だったよーこ（七五三太）を妨害した。
一ッ橋 まりあ（ひとつばし まりあ）
あとがき担当。髪は黒ベタのショートヘアー。元気娘で、作者を殴ったり足蹴にしたりする。胸が薄い事を気にしている。
本編にも出ているが、名前も出ないチョイ役ばかり。
代々木 さやか（よよぎ さやか）
あとがき担当。髪は明るい系のロングヘアーで、カチューシャをつけている。
まりあよりは落ち着いた性格で、主に説明やフォローをする役回りを担当。
まりあと同じく本編にも出ているが、やはりチョイ役がほとんど。
最後の最後で、ホルスタインの悪霊に憑かれ、まさに優子に告白しようとした七五三太を妨害した。

## アイテム
悪霊発覚器イの三号
一見、孫の手。というか孫の手そのもの。
使い方は、悪霊に憑かれている疑いのある少女の後ろにこれを持って近づき、素早くスカートやパンツを下ろして穢霊斑の有無を確認する。
もし穢霊斑がなくても、後ろなので気づかれないうちに逃げることができるのが利点。
実際には、春山かりんに1回使われただけで、しかも使う寸前にかりんが振り返ったため、後ろではなく前を下ろすことになってしまった。
なぜか、一号と二号は登場しない。
悪霊発覚器イの4号
見かけ、機能（?）ともに、三号と同様。
辻綾乃に1回と、ヒメイソギンチャクの悪霊に憑かれた少女の計2回使われただけ。
ハズカシガタメII
「自立行動型拘束器具」。由紀乃が、よーこを「恥ずかしい恰好で」捕らえるために作ったメカ。亀のような形の本体に、拘束対象の手足を固定する4つの輪がついている。
実際には、クイーンポメラの下僕となった由紀乃によりヒメコの拘束に使われた直後、よーこの蹴りで破壊された。

## 書誌情報
- 速野悠二 『おキツネさまでChu♥』 秋田書店〈チャンピオンREDコミックス〉、全4巻
  1. 2004年9月20日初版発行、ISBN 4-253-23014-8
  2. 2005年5月20日初版発行、ISBN 4-253-23015-6
  3. 2005年11月20日初版発行、ISBN 4-253-23016-4
  4. 2005年8月20日初版発行、ISBN 4-253-23017-2

第1巻は、この作者の初めての単行本である。1 - 3巻については、各巻のカバーを外した本体表紙に、“Yoko”という名のヒロインが登場する他作品のパロディ画が描かれている。
- 第1巻 - 倉稲魂神使役よ○こそよーこ
- 第2巻 - それゆけ!神の使い!ヤ○モト・ヨーコ
- 第3巻 - 悪霊ハンター妖○